# Рогановка (Нижегородская область)
Рогановка — деревня в Сергачском районе Нижегородской области России. Входит в состав Толбинского сельсовета.

## География
Деревня находится в юго-восточной части Нижегородской области, в зоне хвойно-широколиственных лесов, к западу от реки Шковерки, на расстоянии приблизительно 12 километров (по прямой) к северо-западу от города Сергача, административного центра района.
Климат
Климат характеризуется как умеренно континентальный, с коротким тёплым летом и холодной снежной зимой. Среднегодовая температура — 3,6 °C. Средняя температура воздуха самого тёплого месяца (июля) — 20 — 22 °C; самого холодного (января) — −11,5 °C. Среднегодовое количество атмосферных осадков составляет 450—500 мм, из которых большая часть выпадает в тёплый период.
Часовой пояс
Деревня Рогановка, как и вся Нижегородская область, находится в часовой зоне МСК (московское время). Смещение применяемого времени относительно UTC составляет +3:00.

## История
Религия
В конце XIX века жители деревни Белая Грива были прихожанами находившейся в селе Толба церкви Димитрия Солунского Нижегородской епархии. Церковь была построена в 1824 году, каменная, двухпрестольная. Закрыта в 1938 году.

## Население
| 2002 | 2010 |
| ---- | ---- |
| 28   | ↘17  |

В 1859 году в казённой деревне Рогановка (Белая Грива, Новый выселок) 2 стана Сергачского уезда насчитывалось 37 дворов, 60 мужчин, 67 женщин.

В 1910 году в деревне Рогановка (Белая Грива) Толбинской волости Сергачского уезда было 82 двора.  
Национальный состав
Согласно результатам переписи 2002 года, в национальной структуре населения русские составляли 100 %.